# Paraguays riksvapen
Paraguays riksvapen antogs 1820 och har, med några mindre modifieringar, funnits sedan dess. Riksvapnet återfinns även på åtsidan på Paraguays flagga sedan 1842. Stjärnan på riksvapnet, den s.k. "Maj-stjärnan", påminner om självständighetsdagen den 11 maj 1811.